# Tacheng
Tacheng (en chino, 塔城; pinyin, Tǎchéng; literalmente, ‘ciudad de las pagodas’) también conocida por su nombre mongol de Tarbaghatay (en mongol: Тарвагатай, romanizado: Tarvagatai, lit. 'tener marmotas'; en chino, 塔尔巴哈台; pinyin, Tǎ'rbā hātái) es un municipio bajo la administración directa de la Prefectura Tacheng en la Región autónoma de Sinkiang, República Popular China. Su área es de 3991 km² y su población total para 2010 superó los 160 mil habitantes.

## Administración
Desde octubre de 2019, el municipio Tacheng se divide en 6 pueblos que se administran en 3 subdistritos, 2 poblados, 3 villas y 1 villa étnica.